# 古本伸一郎
古本 伸一郎（ふるもと しんいちろう、1965年3月11日 - ）は、日本の政治家。愛知県副知事。
衆議院議員（6期）、財務大臣政務官（鳩山由紀夫内閣・菅直人内閣）、衆議院科学技術・イノベーション推進特別委員長、民主党組織委員長などを歴任した。

## 来歴
香川県高松市生まれ。和歌山県和歌山市、大阪府高石市にて育つ。高石市立加茂小学校、高石市立取石中学校、上宮高等学校、立命館大学法学部卒業。1987年、トヨタ自動車に入社する（配属は管財部）。同社では労働組合活動にも取り組み、全トヨタ労働組合連合会やトヨタ自動車労働組合で専従の職員を務める。
2003年2月、トヨタグループ労使が中心となって運営するシンクタンク「中部産業・労働政策研究会」に主任研究員として出向。同年3月24日にトヨタ自動車出身の伊藤英成衆議院議員が引退を表明すると、4月10日、全トヨタ労連は後継候補として古本を擁立すると発表した。
同年11月、第43回衆議院議員総選挙に民主党公認で愛知11区から立候補。同区からは古本以外に日本共産党公認候補しか出馬しなかったため、旧民社党系の全日本自動車産業労働組合総連合会（自動車総連）やトヨタ労組の総力的な支援を受ける古本が89.6%の得票率で、新人候補ながら圧勝した。
2005年の第44回衆議院議員総選挙では、小泉旋風の中、自民党新人の土井真樹を約27,000票差で下して再選（土井は比例復活）。2009年の第45回衆議院議員総選挙では、土井に比例復活を許さない前回以上の票差をつけて3選。同年、鳩山由紀夫内閣で財務大臣政務官に任命され、菅直人内閣まで務める。
2011年9月、民主党組織委員長、税制調査会事務局長、東日本大震災対策本部副本部長に就任。同年10月には民主党社会保障と税の一体改革調査会筆頭副会長に就任し、衆議院に設置された社会保障と税の一体改革に関する特別委員会では理事を務める。2012年12月の第46回衆議院議員総選挙では、民主党に対する逆風の中、自民党新人の八木哲也を35,560票差で破り、4選（八木も比例復活）。選挙後、民主党副幹事長に就任。
2013年9月、民主党組織委員長に再び就任した。2014年の第47回衆議院議員総選挙では、選挙戦序盤では一部メディアで苦戦が報じられ、自民党前職の八木哲也に前回よりも票差を縮められるも、29,331票差で八木を破り、愛知11区で5選。
2017年の第48回衆議院議員総選挙では希望の党公認で立候補し、6選。
2018年5月7日、民進党と希望の党の合流により結党された国民民主党に参加。
5月8日、国民民主党の税制調査会長に就任した。
同年、5月10日、衆院科学技術・イノベーション推進特別委員会委員長に選出された。
2020年9月1日、産業別労働組合の支援を受ける国民民主党の古本（自動車総連）、濱口誠（同）、礒崎哲史（同）、川合孝典（UAゼンセン）、田村麻美（同）、矢田稚子（電機連合）、浅野哲（同）、小林正夫（電力総連）、浜野喜史（同）ら組織内国会議員9人は、立憲民主党と国民民主党が合流する新党に参加しないと決めた。その後、古本は自動車総連の大会に出席し、「一呼吸おいて、いずれの党に属するのがより政策を実現できるかを見極めたい。暫時、無所属の道を選びたい」と語った。

### 2021年衆院選不出馬
2021年9月30日、立憲民主党の枝野幸男代表と日本共産党の志位和夫委員長は国会内で会談。次期衆院選に向け共闘すること、立憲が衆院選で政権を取った場合「限定的な閣外からの協力」をめざすことで一致した。10月6日、JAM出身の芳野友子が連合会長に就任。翌7日、芳野は記者会見で「閣外協力はあり得ない」と述べ、野党共闘に拒否反応を示した。また周辺には「労働者のためになることなら与党も野党も関係ない」と語り、自民党に接近する姿勢を見せた。
10月14日、衆議院解散。同日夕、古本は豊田市内のホテルで労組幹部と会見を開き、同月31日執行予定の第49回衆議院議員総選挙に立候補しない意向を示した。古本は「組織内候補が出なければ（超党派連携の）可能性は開ける」と述べ、自民党との連携を模索する全トヨタ労連の方針に従う形での不出馬となり、連合愛知などの関係者に衝撃が広がった。連合幹部は取材に対し、「トヨタの豊田章男社長の一存で決まった。組合はまったく逆らえなかった」と明かした。組合の「与党シフト」も豊田章男の意向であったと言われる。会社として相応の処遇を迫られたトヨタは古本を迎え入れ、同月、古本の肩書は「トヨタ自動車総務・人事部本部付主査」となった。

### 愛知県副知事
2021年12月末、愛知県知事の大村秀章がトヨタ自動車に、古本を副知事に起用したいと打診。2022年2月、大村は古本に「一緒にやろう。力を貸してくれ」と要請。3月2日、大村は記者会見し、古本を副知事に起用すると正式に発表。3月31日、トヨタ自動車を退社。
2022年4月1日、愛知県副知事に就任。愛知県における民間企業からの副知事起用は、元トヨタ自動車常務で現愛知県顧問の森岡仙太（2020年3月31日に退任）以来となる。同年6月名古屋競馬取締役。

## 政策・主張

### 憲法
- 憲法改正について、2012年の毎日新聞社のアンケートで「賛成」と回答[28]。2014年、2017年の朝日新聞社のアンケートで「賛成」と回答[29][30]。

- 9条改憲について、2014年の毎日新聞社のアンケートで「反対」と回答[31]。2017年の毎日新聞社のアンケートで「賛成」と回答し、「改正して、自衛隊の役割や限界を明記すべき」と回答[32]。

- 2014年7月1日、政府は従来の憲法解釈を変更し、集団的自衛権の行使を容認することを閣議で決定[33]。この閣議決定を評価するかとの問いに対し、同年の朝日新聞社のアンケートで「まったく評価しない」と回答[29]。集団的自衛権の行使に賛成かとの問いに対し、同年の毎日新聞社のアンケートで「反対」と回答[31]。

### 外交・安全保障
- 普天間基地の移設問題について、2012年の毎日新聞社のアンケートで「沖縄県内の別の場所に移設すべき」と回答[28]。

- 「政府が尖閣諸島を国有化したことを評価するか」との問いに対し、2012年の毎日新聞社のアンケートで「評価する」と回答[28]。

- 従軍慰安婦に対する旧日本軍の関与を認めた「河野談話」の見直し論議について、2014年の毎日新聞社のアンケートで「見直すべきでない」と回答[31]。

- 安全保障関連法の成立について、2017年のアンケートで「評価しない」と回答[30]。

### その他
- 選択的夫婦別姓制度の導入について、2017年のアンケートで「どちらかと言えば反対」と回答[30]。

- 同性婚を可能とする法改正について、2017年のアンケートで「どちらとも言えない」と回答[30]。

- 「原子力発電所は日本に必要だと思うか」との問いに対し、2014年の毎日新聞社のアンケートで「必要ではない」と回答[31]。

- 首相の靖国神社参拝について、2014年のアンケートで「反対」と回答[29]。2017年のアンケートで「どちらとも言えない」と回答[30]。

- 「『道徳』を小中学校の授業で教え、子供を評価することに賛成か、反対か」との問いに対し、2014年の毎日新聞社のアンケートで「賛成」と回答[31]。

- アベノミクスについて、2014年の毎日新聞社のアンケートで「評価しない」と回答[31]。2017年の朝日新聞社のアンケートでは「どちらかと言えば評価しない」と回答し[30]、同年の毎日新聞社のアンケートでは「評価しない」と回答[32]。

- 安倍内閣による森友学園問題・加計学園問題への対応について、2017年のアンケートで「評価しない」と回答[30]。

- 「ドナルド・トランプ大統領を信頼できるか」との問いに対し、2017年の毎日新聞社のアンケートで「信頼できない」と回答[32]。

## 発言
- 「委員長はキャリア官僚でしたよね。本音が聞きたいんですよ。僕は、男性の問題だと思っているんです。・・・。法案を作っているのはほとんど男性。その男性、しかも僕らくらいの『おじさん』が変わらなければ、女性が活躍する土壌もできないと思ったんです」（自民党の衆議院内閣委員長井上信治に対して。）（2015年6月25日）[34]
- 「参院や、衆院比例枠に中核市の市長や議長が議席を持ってもいい」（地方の意見を国政に反映させるため：2017年4月21日）[35]
- 「安倍さんを引きずり下ろすための一夜城だ。政策は終わってからゆっくり考えよう、という潔さがあったほうがいい」[36]（新党「希望の党」との事実上の合流に際し、前原氏の「公認と政策は、小池さんとすりあわせていく。一任をいただきたい」との発言に対して：2017年9月29日朝日新聞）
- 「立民と一緒になれば年がら年中、批判の野党になる。・・・。立民の提案を見る限り、軍門に下れとしか読めない」（立憲民主党と国民民主党の統一会派結成に反対：2019年8月10日）[37]

## 選挙歴
| 当落 | 選挙                   | 執行日         | 年齢 | 選挙区   | 政党     | 得票数     | 得票率 | 定数 | 得票順位 /候補者数 | 政党内比例順位 /政党当選者数 |
| ---- | ---------------------- | -------------- | ---- | -------- | -------- | ---------- | ------ | ---- | ------------------ | ---------------------------- |
| 当   | 第43回衆議院議員総選挙 | 2003年11月09日 | 38   | 愛知11区 | 民主党   | 18万1747票 | 89.56% | 1    | 1/2                | /                            |
| 当   | 第44回衆議院議員総選挙 | 2005年09月11日 | 40   | 愛知11区 | 民主党   | 13万2730票 | 52.29% | 1    | 1/3                | /                            |
| 当   | 第45回衆議院議員総選挙 | 2009年08月30日 | 44   | 愛知11区 | 民主党   | 17万7350票 | 64.02% | 1    | 1/3                | /                            |
| 当   | 第46回衆議院議員総選挙 | 2012年12月16日 | 47   | 愛知11区 | 民主党   | 12万6724票 | 51.86% | 1    | 1/4                | /                            |
| 当   | 第47回衆議院議員総選挙 | 2014年12月14日 | 49   | 愛知11区 | 民主党   | 12万6498票 | 52.59% | 1    | 1/3                | /                            |
| 当   | 第48回衆議院議員総選挙 | 2017年10月22日 | 52   | 愛知11区 | 希望の党 | 13万4698票 | 53.80% | 1    | 1/3                | /                            |

## 役職
- 国会[1]
  - 内閣委員、国土交通委員、外務委員、法務委員、郵政民営化特別委員、イラク支援特別委員、教育基本法特別委員、社会保障と税の一体改革特別委員、国土開発幹線自動車道建設会議委員、衆議院憲法審査会幹事、衆議院安全保障委員、衆議院科学技術・イノベーション推進特別委員長、衆議院財務金融委員会理事、財務金融委員会委員
- 政府[1]
  - 財務大臣政務官
- その他
  - 民社協会常務理事[38]